# Johnny Spillane
Pour les articles homonymes, voir Spillane.
Johnny Spillane, né le 24 novembre 1980 à Steamboat Springs au Colorado, est un spécialiste américain du combiné nordique.

## Carrière
Il débute en Coupe du monde en 2000 et remporte son premier podium individuel (deuxième place) le 6 décembre 2002 à Trondheim, puis enchaîne avec deux autres podiums les deux jours suivants. C'est seulement en janvier 2010 qu'il gagne une épreuve à ce niveau, remportant la manche de Coupe du monde disputée à Oberhof avec plus de trente secondes d'avance sur ses concurrents.
Le 14 février 2010, il finit 2e de l'épreuve de combiné nordique au petit tremplin des Jeux olympiques 2010 à Vancouver à quatre dixièmes de Jason Lamy-Chappuis, puis renouvelle cette même performance lors de la compétition en grand tremplin derrière son compatriote Bill Demong.
Spillane est devenu en 2003 le premier américain à remporter une médaille d'or aux Championnats du monde de ski nordique.
En 2013, il annonce qu'il met à terme à sa carrière sportive.

## Palmarès

### Jeux olympiques d'hiver
| Épreuve / Édition | Épreuve / Édition | Salt Lake City 2002 | Turin 2006 | Vancouver 2010 |
| Sprint            | Sprint            | 32e                 | 10e        | -              |
| Gundersen         | Gundersen         | 32e                 | 30e        | -              |
| Par équipes       | Par équipes       | 4e                  | 7e         | Argent         |
| Gundersen         | Petit tremplin    | -                   | -          | Argent         |
| Gundersen         | Grand tremplin    | -                   | -          | Argent         |

### Championnats du monde
| Épreuve / Édition | Épreuve / Édition | Ramsau 1999                      | Lahti 2001                       | Val di Fiemme 2003               | Oberstdorf 2005                  | Sapporo 2007                     | Liberec 2009                     | Oslo 2011                        | Val di Fiemme 2013               |
| Sprint            | Sprint            | 37e                              | 14e                              | Or                               | ?                                | ?                                | Épreuve inexistante à cette date | Épreuve inexistante à cette date | Épreuve inexistante à cette date |
| Départ en ligne   | Départ en ligne   | Épreuve inexistante à cette date | Épreuve inexistante à cette date | Épreuve inexistante à cette date | Épreuve inexistante à cette date | Épreuve inexistante à cette date | 24e                              | Épreuve inexistante à cette date | Épreuve inexistante à cette date |
| Gundersen         | Gundersen         | 32e                              | 32e                              | 24e                              | -                                | 20e                              | Épreuve inexistante à cette date | Épreuve inexistante à cette date | Épreuve inexistante à cette date |
| Gundersen         | PT                | Épreuve inexistante à cette date | Épreuve inexistante à cette date | Épreuve inexistante à cette date | Épreuve inexistante à cette date | Épreuve inexistante à cette date | 16e                              | 19e                              | 30e                              |
| Gundersen         | GT                | Épreuve inexistante à cette date | Épreuve inexistante à cette date | Épreuve inexistante à cette date | Épreuve inexistante à cette date | Épreuve inexistante à cette date | 19e                              | 22e                              | -                                |
| Par équipes       | Par équipes       | 10e                              | 8e                               | 5e                               | 5e                               | 9e                               | -                                | Épreuve inexistante à cette date | Épreuve inexistante à cette date |
| Par équipes       | PT                | Épreuve inexistante à cette date | Épreuve inexistante à cette date | Épreuve inexistante à cette date | Épreuve inexistante à cette date | Épreuve inexistante à cette date | Épreuve inexistante à cette date | 4e                               | -                                |
| Par équipes       | GT                | Épreuve inexistante à cette date | Épreuve inexistante à cette date | Épreuve inexistante à cette date | Épreuve inexistante à cette date | Épreuve inexistante à cette date | Épreuve inexistante à cette date | 6e                               | Épreuve inexistante à cette date |

### Coupe du monde
- Meilleur classement général : 7e en 2003.
- 6 podiums individuels en carrière, dont 1 victoire.

#### Différents classements en Coupe du monde
| Année     | Classement général final |
| 2000-2001 | 30e                      |
| 2001-2002 | 40e                      |
| 2002-2003 | 7e                       |
| 2003-2004 | 20e                      |
| 2004-2005 | 14e                      |
| 2005-2006 | 52e                      |
| 2006-2007 | 46e                      |
| 2007-2008 | 19e                      |
| 2008-2009 | 22e                      |
| 2009-2010 | 9e                       |
| 2010-2011 | 48e                      |
| 2011-2012 | 28e                      |
| 2012-2013 | 60e                      |

#### Détail des victoires
| Édition / Épreuve | Gundersen |
| 2010              | Oberhof   |

 Dernière mise à jour le 28 mars 2013 